# Campeonato de Canadá de Ciclismo en Ruta

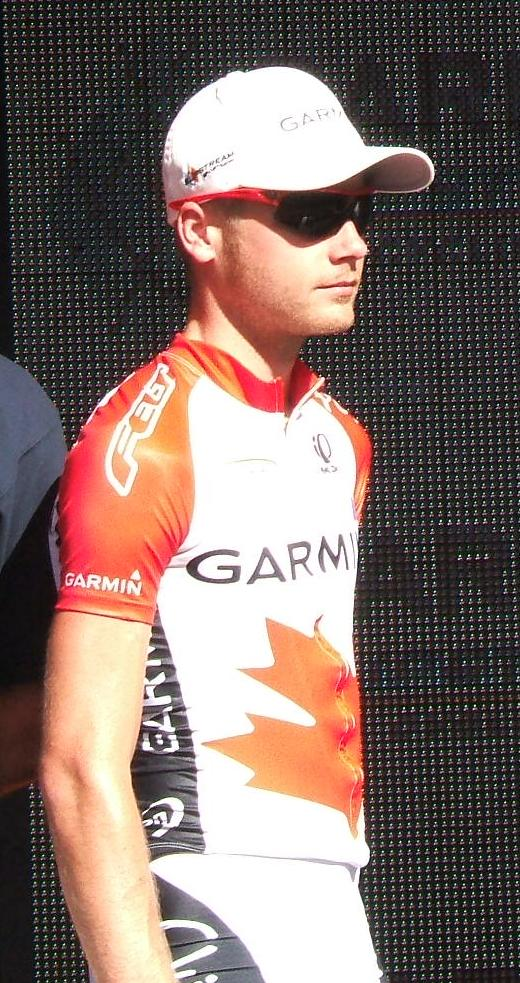
Christian Meier, con el maillot de Campeón de Canadá.

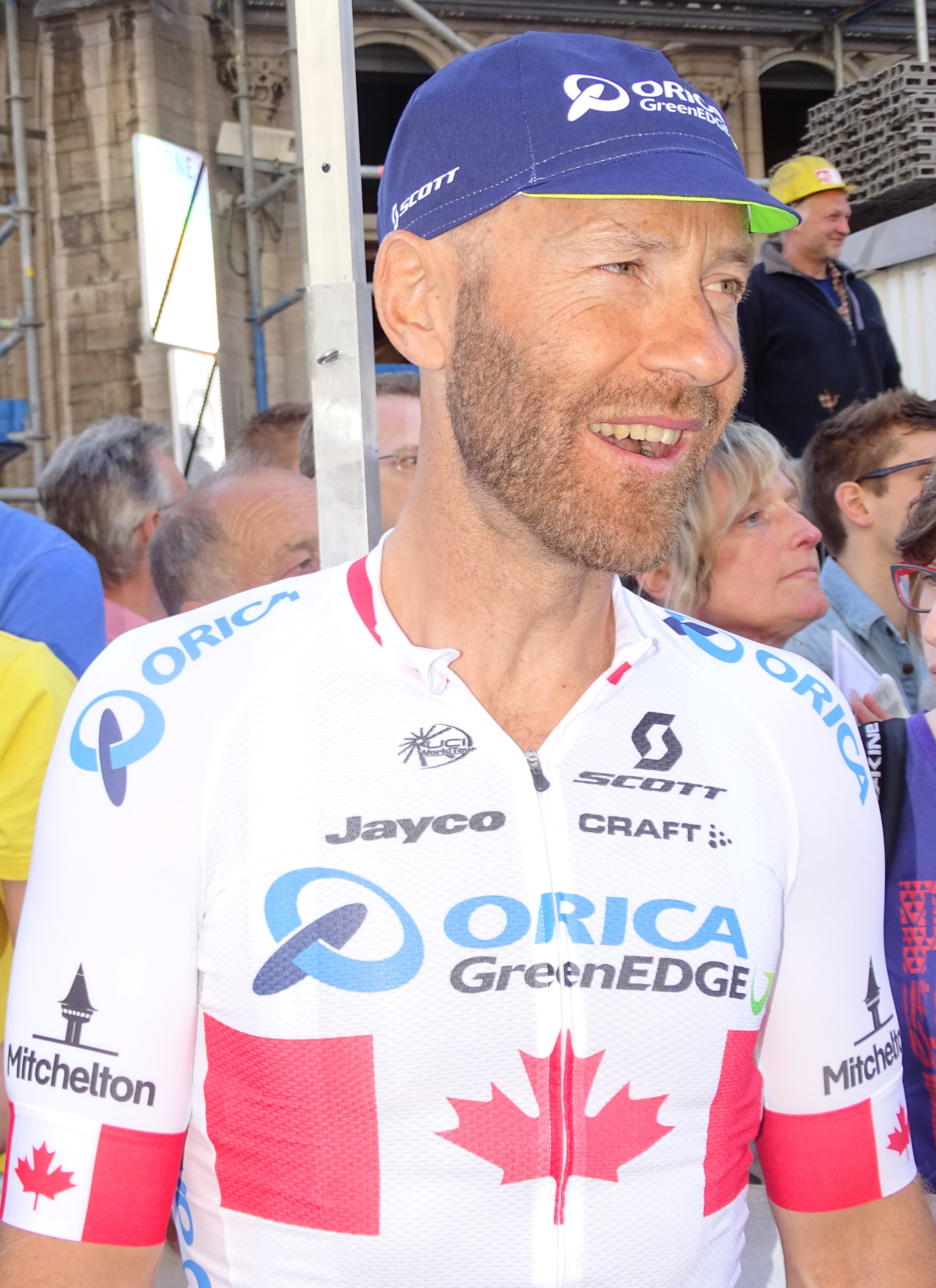
Svein Tuft, dos veces Campeón de Canadá.

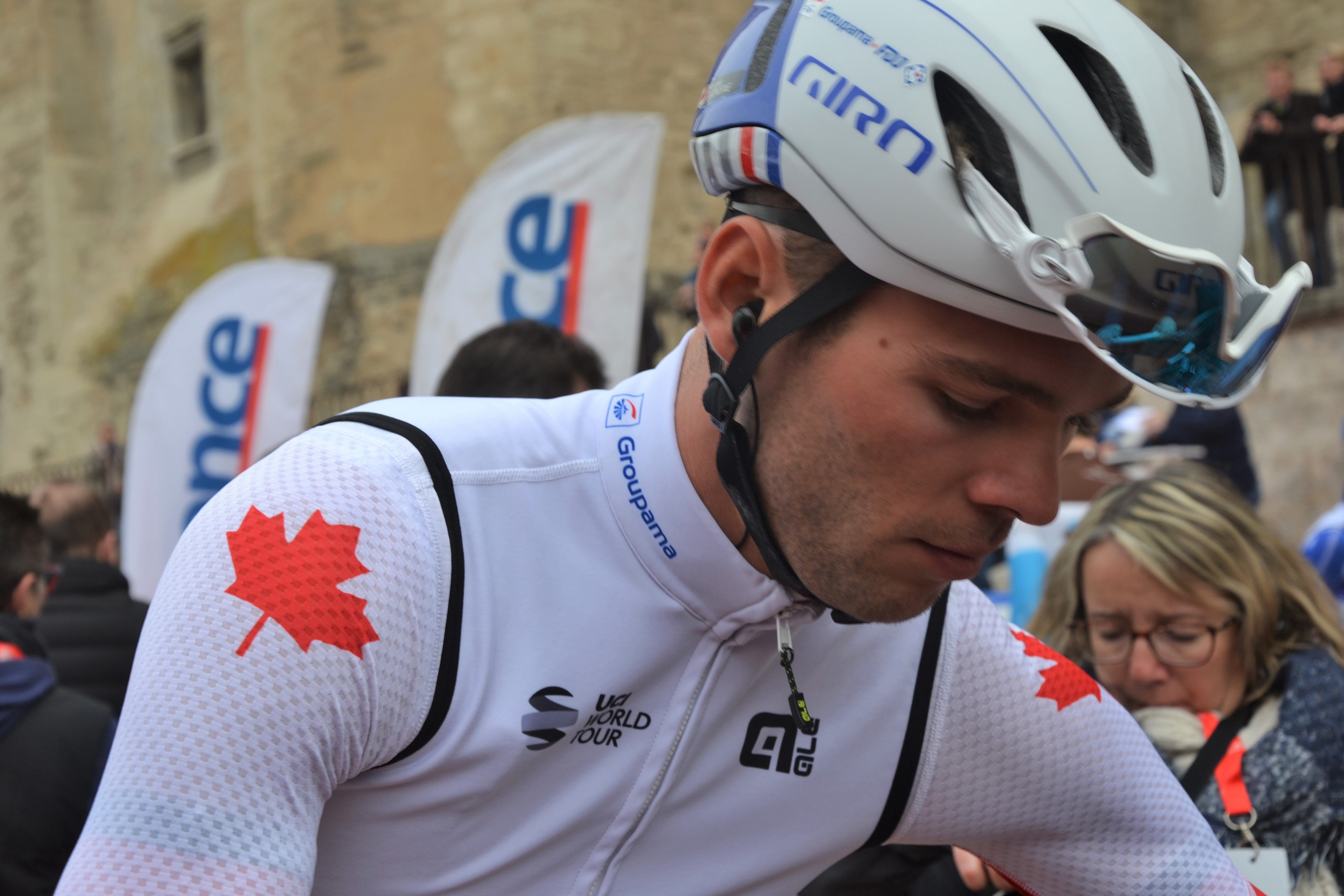
Antoine Duchesne, campeón en 2018.

Los Campeonatos de Canadá de Ciclismo en Ruta se organizan anualmente desde el año 1996 para determinar el campeón ciclista de Canadá de cada año. El título se otorga al vencedor de una única carrera. El vencedor obtiene el derecho a portar un maillot con los colores de la bandera canadiense hasta el Campeonato de Canadá del año siguiente.

## Palmarés
| Año  | Ganador             | Segundo            | Tercero               |
| 1959 | Egidio Bolzon       |                    |                       |
| 1960 | Alessandro Messina  |                    |                       |
| 1961 | No se organizó      | No se organizó     | No se organizó        |
| 1962 | Egidio Bolzon       |                    |                       |
| 1963 | Sammy Watson        |                    |                       |
| 1964 | Giacomo Segat       |                    |                       |
| 1965 | No se organizó      | No se organizó     | No se organizó        |
| 1966 | Paolo Mori          |                    |                       |
| 1967 | Stu Mapp            |                    |                       |
| 1968 | Joe Jones           |                    |                       |
| 1969 | Horst Stuewe        |                    |                       |
| 1970 | Max Grace           |                    |                       |
| 1971 | Max Grace           |                    |                       |
| 1972 | Max Grace           |                    |                       |
| 1973 | Norman Lowe         |                    |                       |
| 1974 | Jocelyn Lovell      |                    |                       |
| 1975 | Brian Keast         |                    |                       |
| 1976 | Pierre Harvey       |                    |                       |
| 1977 | Ron Hayman          |                    |                       |
| 1978 | Norman Saint-Aubin  |                    |                       |
| 1979 | No se disputó       | No se disputó      | No se disputó         |
| 1980 | Bernie Willock      |                    |                       |
| 1981 | Steve Bauer         |                    |                       |
| 1982 | Steve Bauer         |                    |                       |
| 1983 | Steve Bauer         |                    |                       |
| 1984 | Andrew Hansen       |                    |                       |
| 1985 | Gervais Rioux       | Alex Stieda        | Mark Berger           |
| 1986 | Eon D'Ornellas      |                    |                       |
| 1987 | Gervais Rioux       |                    |                       |
| 1988 | Brian Walton        |                    |                       |
| 1989 | P. Rygielski        |                    |                       |
| 1990 | Colin Davidson      |                    |                       |
| 1991 | Todd McNutt         |                    |                       |
| 1992 | Scott Price         | Blair Saunders     | Steve Rover           |
| 1993 | Matthew Anand       |                    |                       |
| 1994 | Czeslaw Lukaszewicz |                    |                       |
| 1995 | Matthew Anand       | Michael Barry      | Jacques Landry        |
| 1996 | Steve Rover         | Eric Wohlberg      | Jean-Sébastien Béland |
| 1997 | Czeslaw Lukaszewicz | Eric Wohlberg      | Matt Anand            |
| 1998 | Mark Walters        | Brian Walton       | Czeslaw Lukaszewicz   |
| 1999 | Czeslaw Lukaszewicz | Matt Anand         | Sylvain Beauchamp     |
| 2000 | Czeslaw Lukaszewicz | Gordon Fraser      | Brian Walton          |
| 2001 | Mark Walters        | Michael Barry      | Min van Velzen        |
| 2002 | Andrew Randell      | Dominique Perras   | Antoine Varghese      |
| 2003 | Dominique Perras    | Mark Walters       | Eric Wohlberg         |
| 2004 | Gordon Fraser       | Svein Tuft         | Alexandre Lavallee    |
| 2005 | François Parisien   | Eric Wohlberg      | Dominique Perras      |
| 2006 | Dominique Rollin    | Svein Tuft         | Dominique Perras      |
| 2007 | Cameron Evans       | Andrew Randell     | Dominique Perras      |
| 2008 | Christian Meier     | Bruno Langlois     | Jacob Erker           |
| 2009 | Guillaume Boivin    | Andre Tremblay     | Andrew Hunt           |
| 2010 | Will Routley        | Andrew Randell     | Bruno Langlois        |
| 2011 | Svein Tuft          | Will Routley       | Zachary Bell          |
| 2012 | Ryan Roth           | Michael Barry      | Marsh Cooper          |
| 2013 | Zachary Bell        | Ryan Anderson      | Antoine Duchesne      |
| 2014 | Svein Tuft          | Ryan Roth          | Christian Meier       |
| 2015 | Guillaume Boivin    | Ryan Anderson      | Ryan Roth             |
| 2016 | Bruno Langlois      | Ben Perry          | Will Routley          |
| 2017 | Matteo Dal-cin      | Marc-Antoine Soucy | Pier-André Côté       |
| 2018 | Antoine Duchesne    | Ben Perry          | Nigel Ellsay          |
| 2019 | Adam de Vos         | Nigel Ellsay       | Nickolas Zukowsky     |
| 2020 | No se disputó       | No se disputó      | No se disputó         |
| 2021 | Guillaume Boivin    | Antoine Duchesne   | Derek Gee             |
| 2022 | Pier-André Côté     | Guillaume Boivin   | Ben Perry             |
| 2023 | Nickolas Zukowsky   | Philippe Jacob     | Nicolas Rivard        |
| 2024 | Michael Woods       | Pier-André Côté    | Carson Miles          |
| 2025 | Derek Gee           | Hugo Houle         | Michael Leonard       |